# Dominican University College
Il Dominican University College (in francese Collège Universitaire Dominicain) è un'università pubblica di indirizzo cattolico con sede a Ottawa, nell'Ontario, Canada.
Il Dominican College of Philosophy and Theology fu fondato nel 1900 come sede degli studi universitari dei domenicani del Canada. nel 1957 ottenne dal governo dell'Ontario la facoltà di erogare titoli accademici riconosciuti agli effetti civili. È stato affiliato alla Carleton University dal 2012 al 2024.